# (37601) Vicjen
(37601) Vicjen est un astéroïde de la ceinture principale.

## Description
(37601) Vicjen est un astéroïde de la ceinture principale. Il fut découvert le 3 avril 1992 à l'observatoire Palomar par Carolyn S. Shoemaker et David H. Levy. Il présente une orbite caractérisée par un demi-grand axe de 2,26 UA, une excentricité de 0,24 et une inclinaison de 24,6° par rapport à l'écliptique.

## Compléments